# Canon PowerShot серија A500
Canon PowerShot A5x0 је серија Canon-ових дигиталних фото-апарата. Данас су актуелни модели A560, A570IS и А590IS.
Серија PowerShot A500:
1. A510 и A520 (од 2005)
2. A530 и A540 (од 2006)
3. (наследник A530-ке) (од 2007)[1]
4. A560 и A570IS (представљени 22. фебруара 2007.г.)
5. A580 и A590IS представљени 8. јануара 2008.

Претходници:
|                   | A510      | A520      | A530     | A540     | A550     | A560      | A570 IS   | A590 IS   |
| ----------------- | --------- | --------- | -------- | -------- | -------- | --------- | --------- | --------- |
| Број мегапиксела  | 3MP       | 4MP       | 5MP      | 6MP      | 7MP      | 7MP       | 7MP       | 8MP       |
| Оптички зум       | 4         | 4         | 4        | 4        | 4        | 4         | 4         | 4         |
| Величина екрана   | 1.8"      | 1.8"      | 1.8"     | 2.5"     | 2"       | 2.5"      | 2.5"      | 2.5"      |
| Резолуција екрана | 115,000 п | 155,000 п | 77,000 п | 85,000 п | 86,000 п | 115,000 п | 115,000 п | 115,000 п |